# Église Notre-Dame de la Bonne-Délivrance des Trois-Îlets
L'église Notre-Dame de la Bonne-Délivrance est une église catholique située aux Trois-Îlets, en MARTINIQUE.

## Localisation
L'église est située dans le département français de la Martinique, sur la commune des Trois-Îlets, rues Schœlcher et Jules-Ferry. 

## Histoire
Monsieur d'Aubigny cède en août 1724 un terrain d'un carré un quart pour y établir une église, le cimetière et le presbytère et un espace pour servir de savane au cheval de la paroisse. 
L'histoire de cette église est étroitement liée à celle de la famille de l'impératrice Joséphine de Beauharnais. En 1761, le mariage de ses parents, Joseph Gaspard de Tascher, seigneur de la Pagerie et Rose Claire des Vergers de Sanois, y est célébré, ainsi que le 27 juillet 1763 le baptême de leur fille Marie Rose Joséphine, future impératrice. En 1807, Mme de La Pagerie est inhumée dans un caveau construit dans le transept gauche de l'église. 
L'église est réparée une première fois en 1840. Pour les réparations suivantes, l'abbé Merchez a recours à Louis-Napoléon Bonaparte en 1849, qui fait inscrire au budget de la colonie la somme nécessaire. Le Prince-président offre en 1850 à l'église des Trois-Îlets la copie d'une œuvre du peintre espagnol Murillo, dont l'original est conservé au Louvre, que le peintre avait réalisée pour Juan de Marana, qui, après une vie dissolue, se convertit au catholicisme. L'église est agrandie en 1852, puis en 1854, restaurée en 1875 et 1891 à la suite du cyclone du 18 août 1891 qui détruit le clocher. Une citerne est accolée au sud de la nef. L'église est entièrement réparée en 1898 sous l'administration de l'abbé Cherdel, curé et du maire de la commune, Gabriel Hayot. D'importants travaux ont lieu de 1945 à 1955 pour augmenter la capacité d'accueil de l'église en ajoutant deux nefs latérales et en transformant la citerne accolée à l'église en crypte. L'édifice est classé en totalité au titre des monuments historiques par arrêté en date du 5 janvier 1993. Le 11 octobre 1994, un incendie accidentel détruit totalement la sacristie et l'abside. Un programme de restauration est mis en place entre 1995 et 1996 qui permet à l'église de retrouver son faste d'antan. Elle est rendue aux paroissiens le 24 décembre 2000.

## Galerie

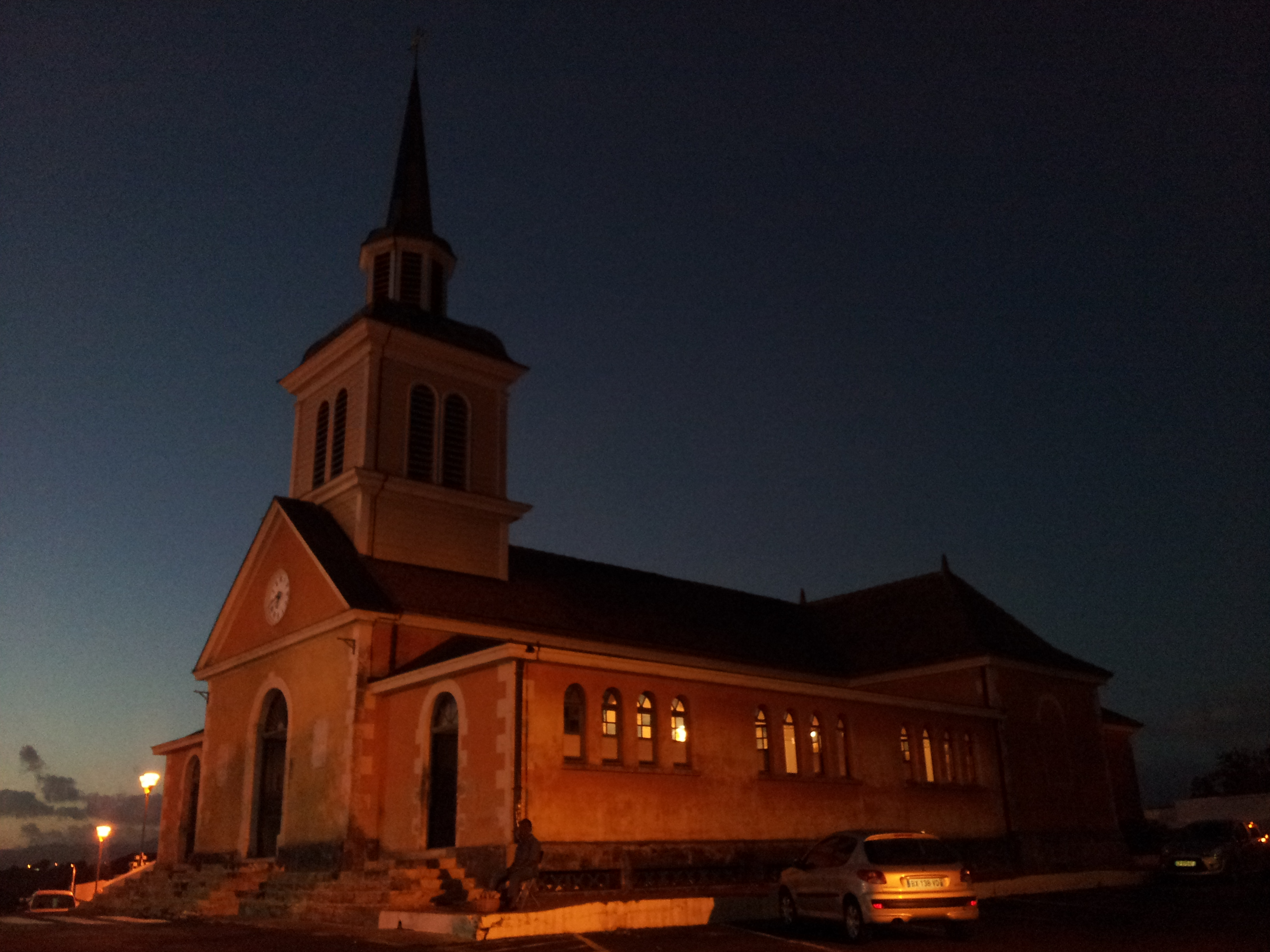
Église Notre-Dame de la Bonne-Délivrance photographiée de nuit
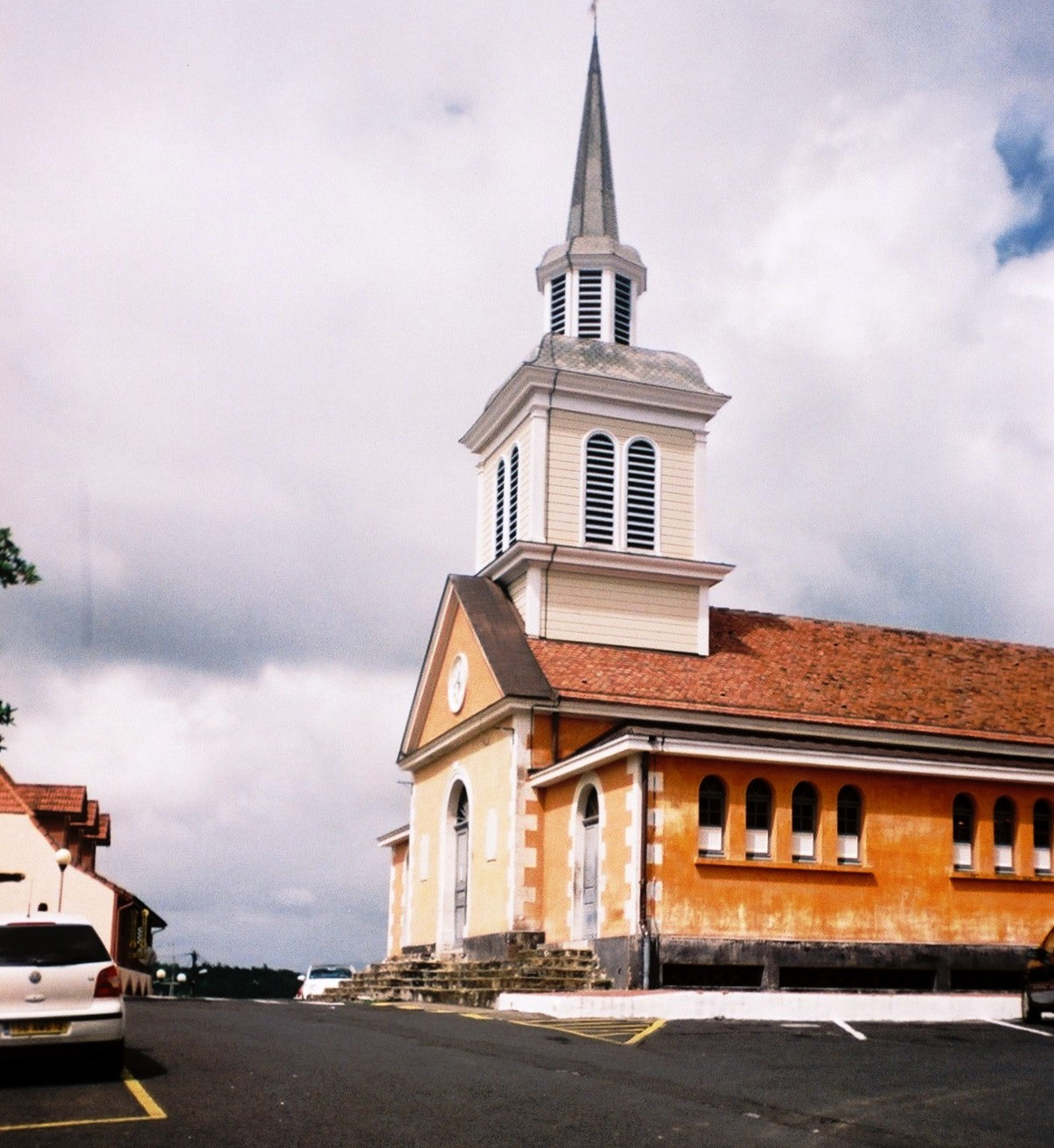
Église Notre-Dame de la Bonne-Délivrance
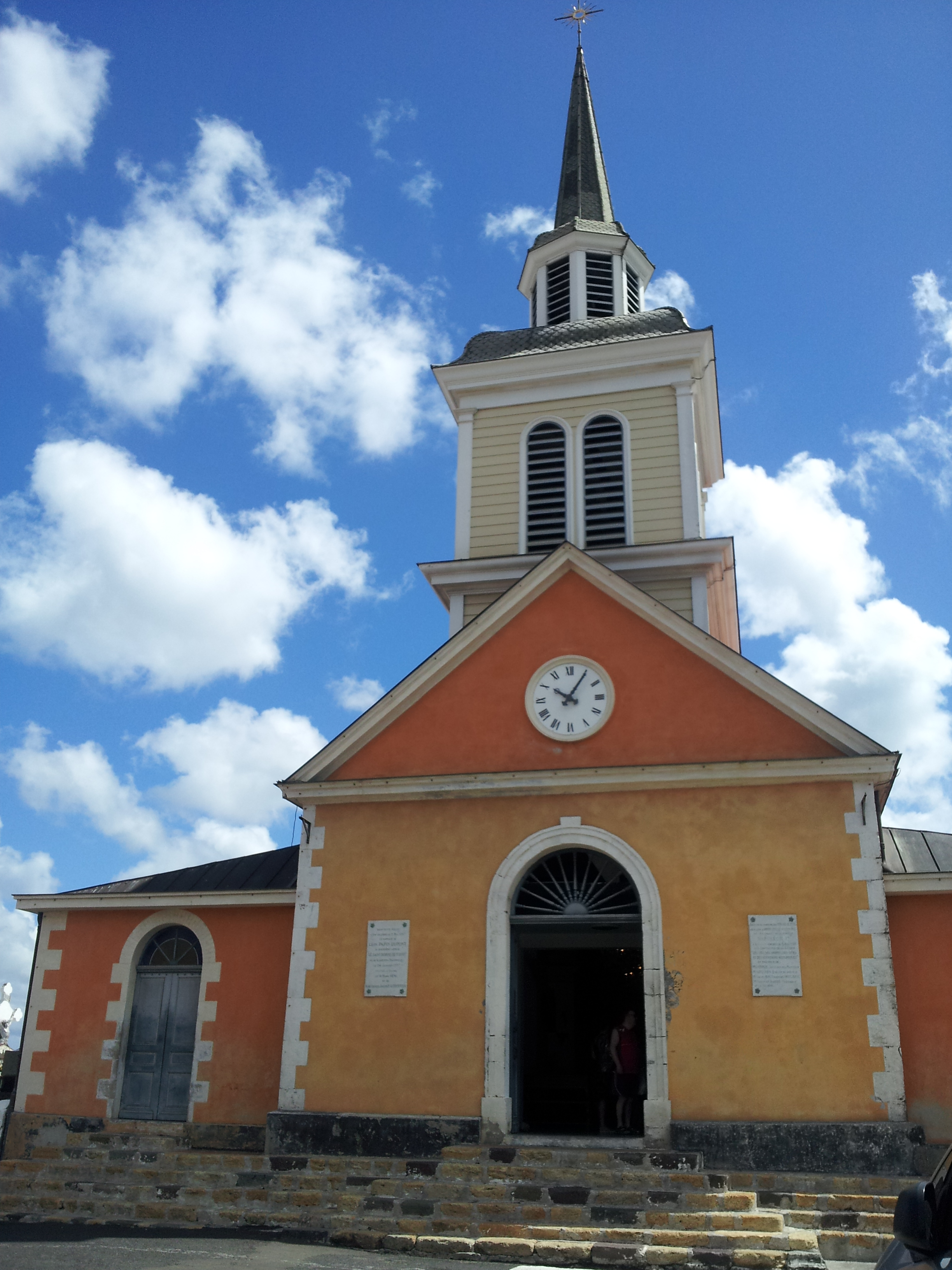
Façade de l'église Notre-Dame de la Bonne-Délivrance
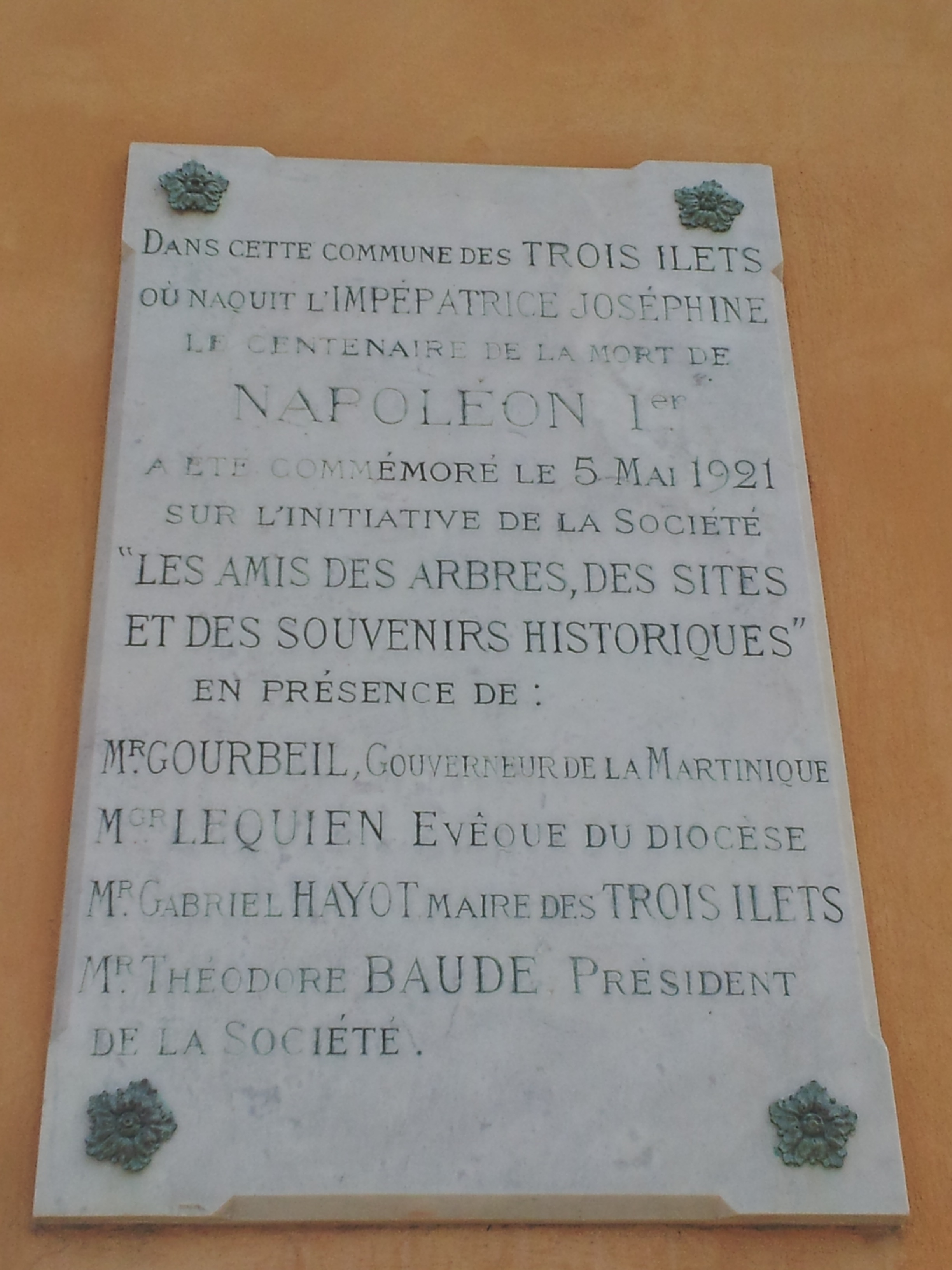
Plaque commémorative du centenaire de la mort de Napoléon Ier le 5 mai 1921
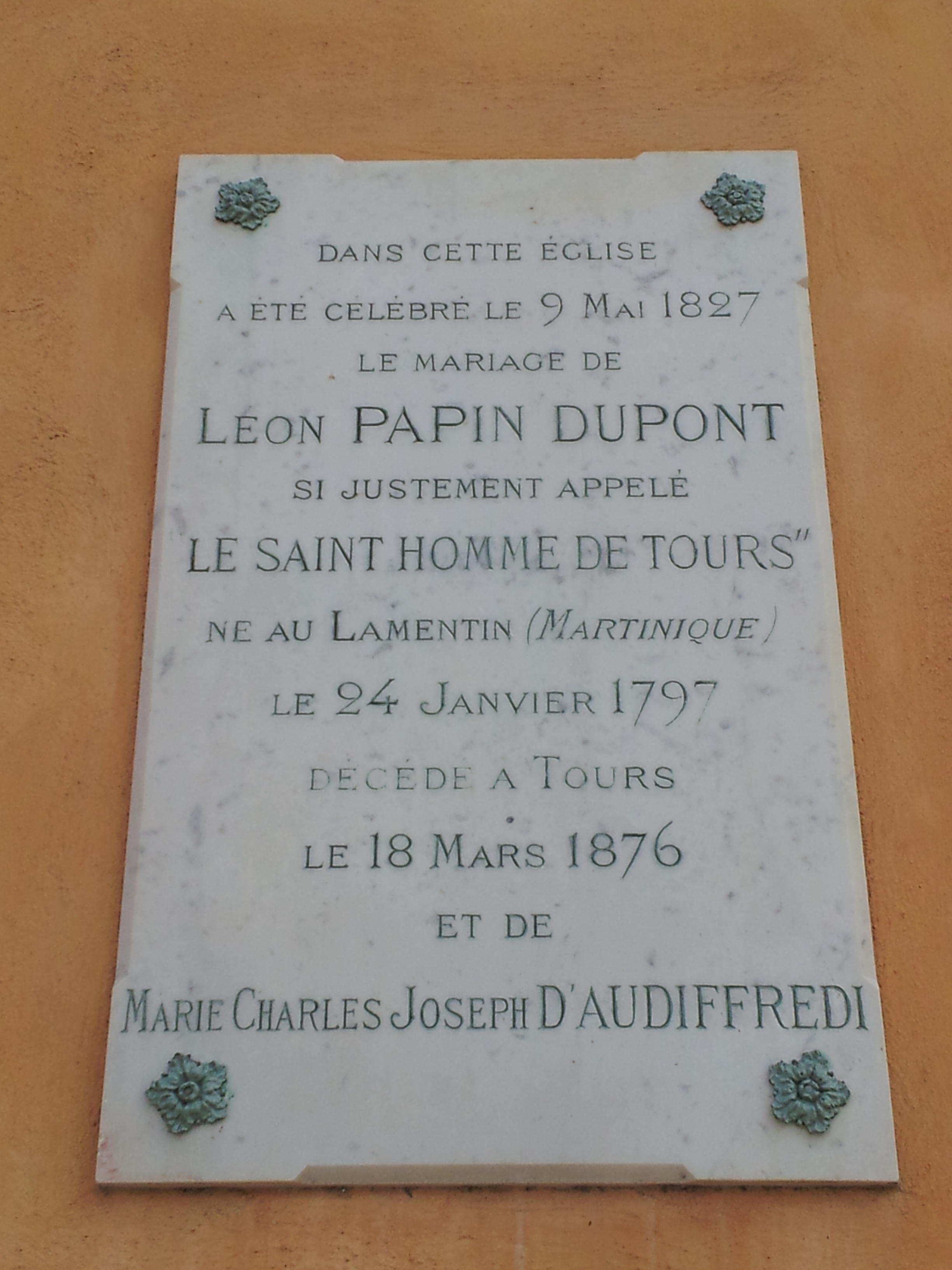
Plaque commémorative du mariage de Léon Papin Dupont, le “saint homme de Tours”
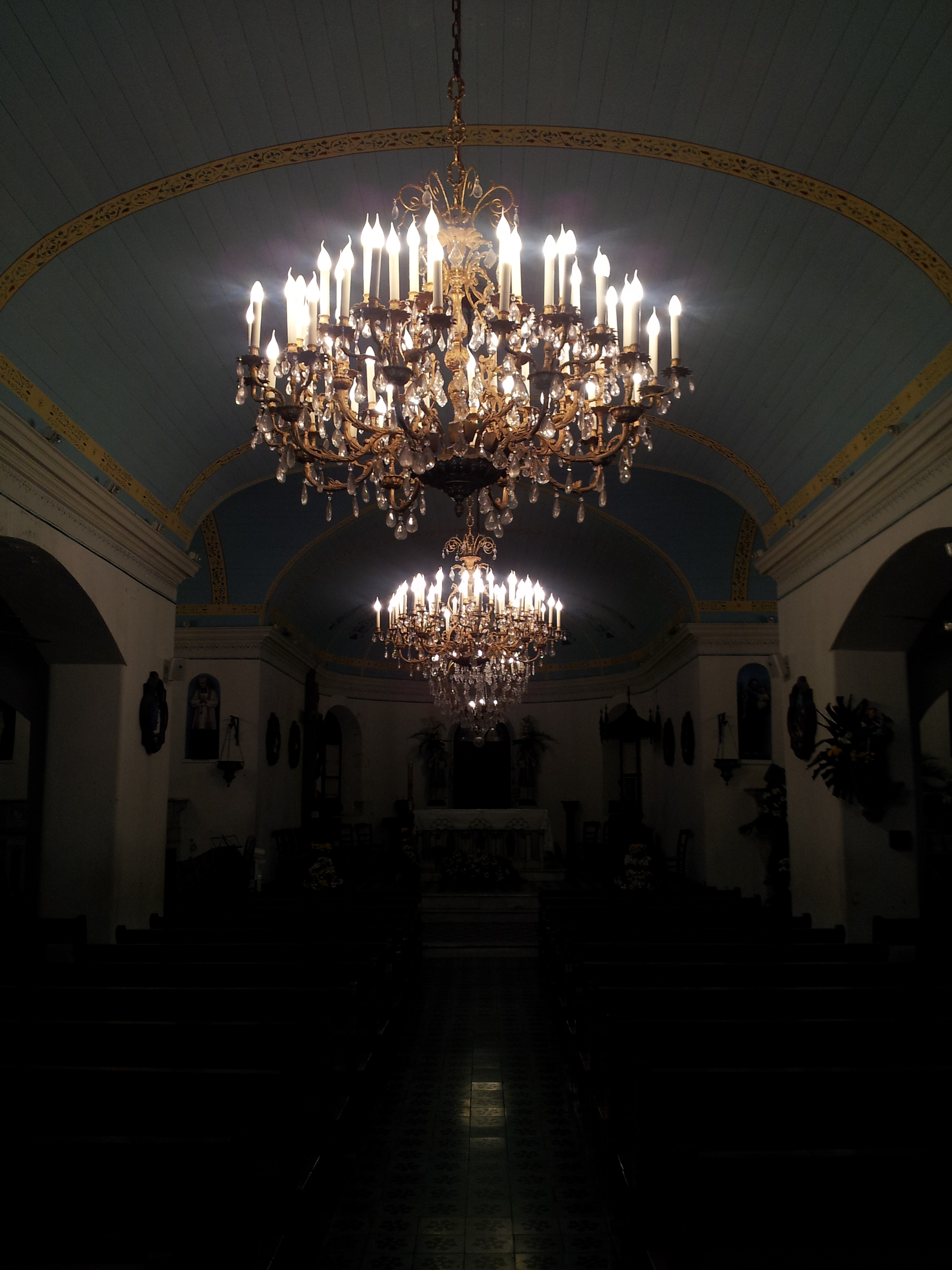
Intérieur de l'église Notre-Dame de la Bonne-Délivrance
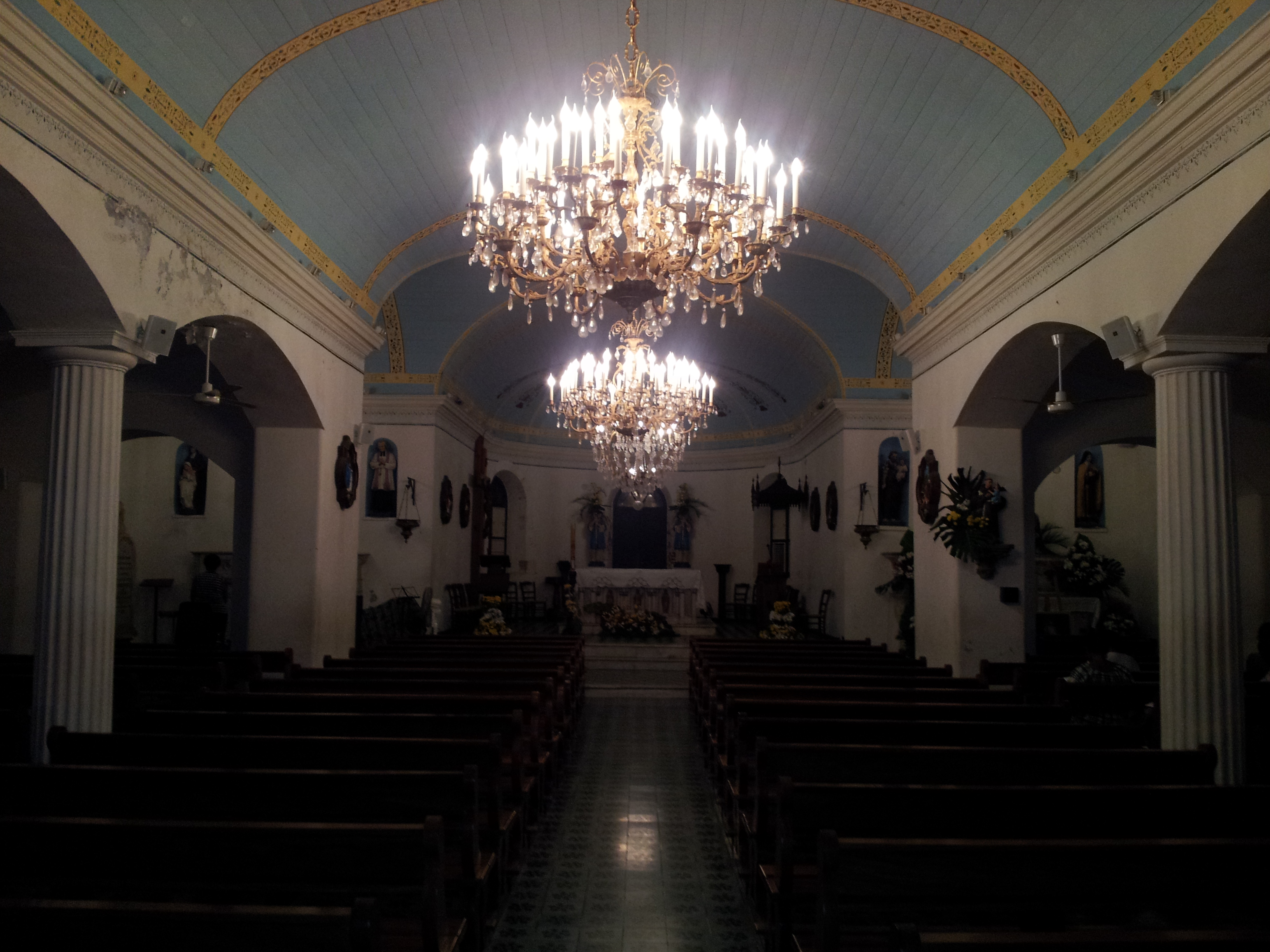
Intérieur de l'église Notre-Dame de la Bonne-Délivrance
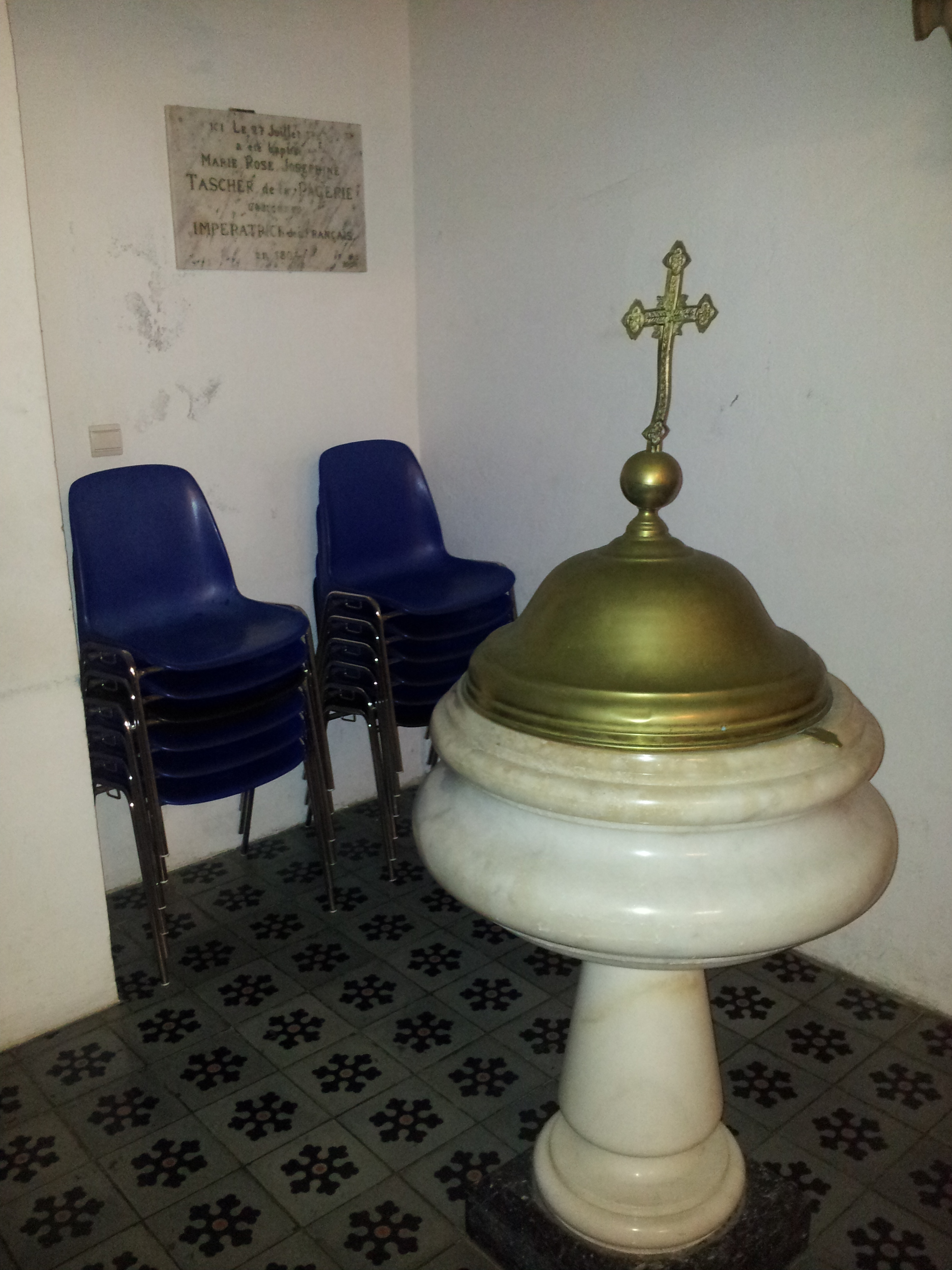
Fonts baptismaux dans lesquels fut baptisée l'impératrice Joséphine
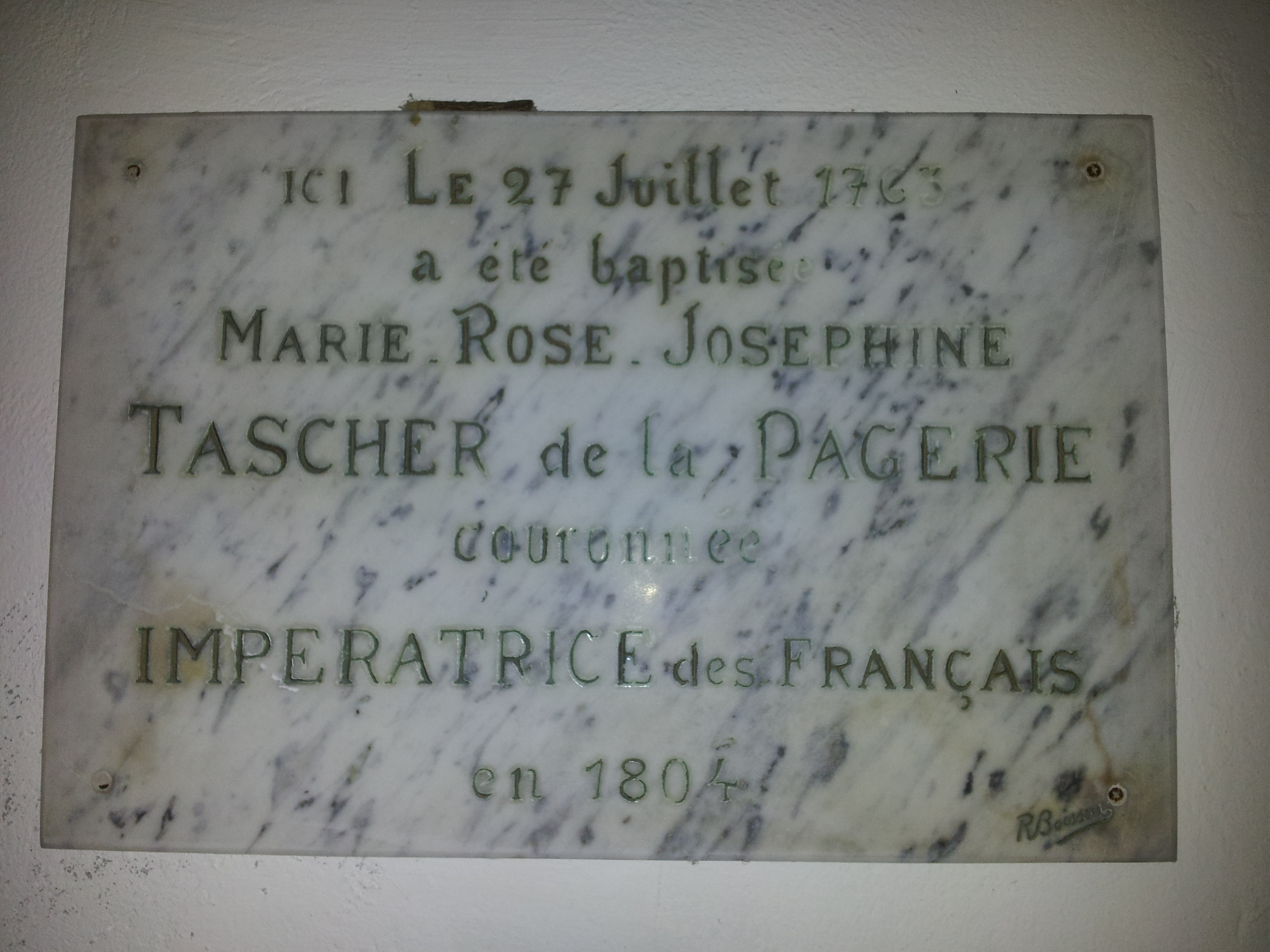
Plaque commémorative du baptême de l'impératrice Joséphine le 27 juillet 1763
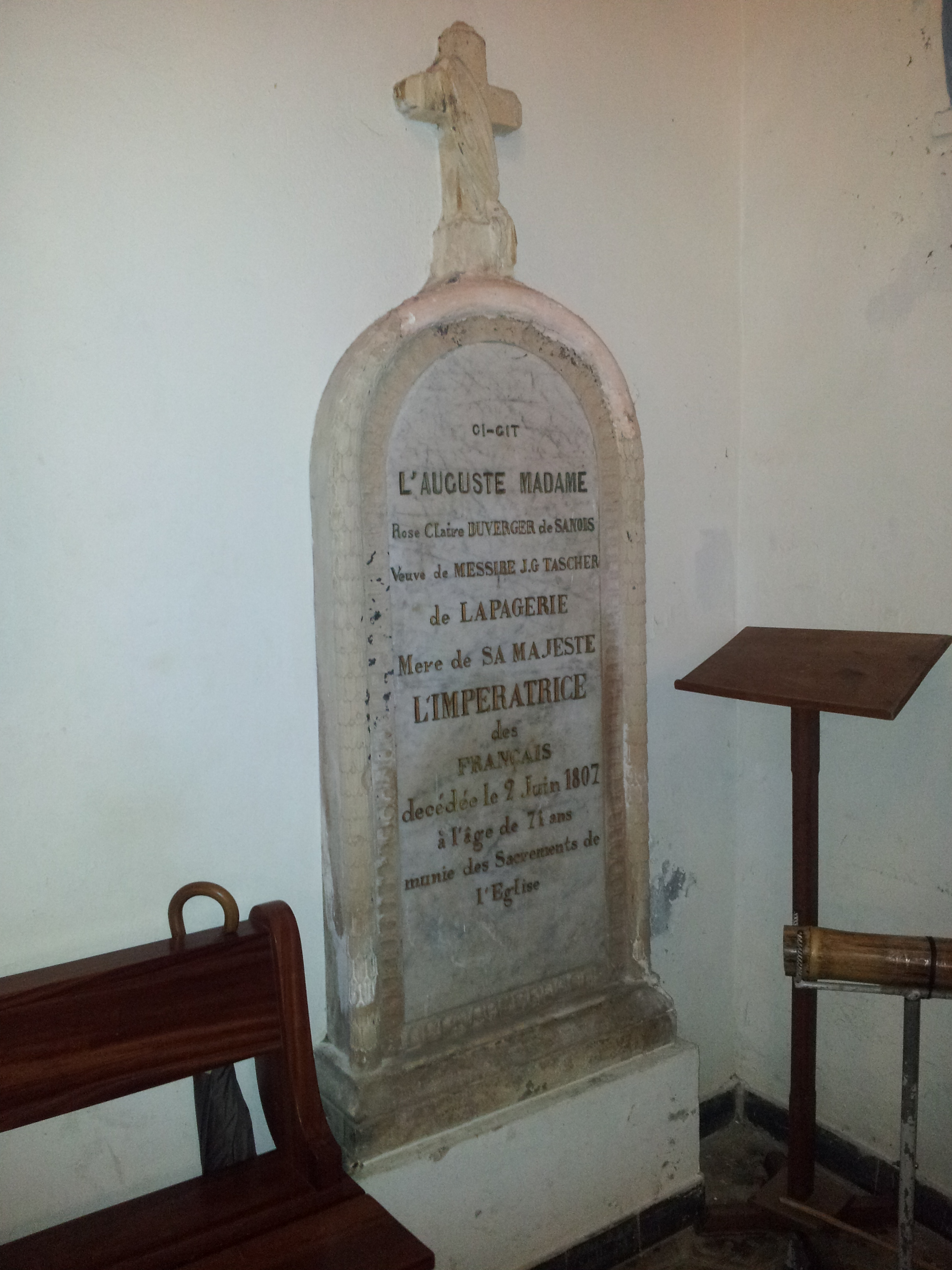
Sépulture de Rose Claire Tascher de la Pagerie, mère de l'impératrice Joséphine
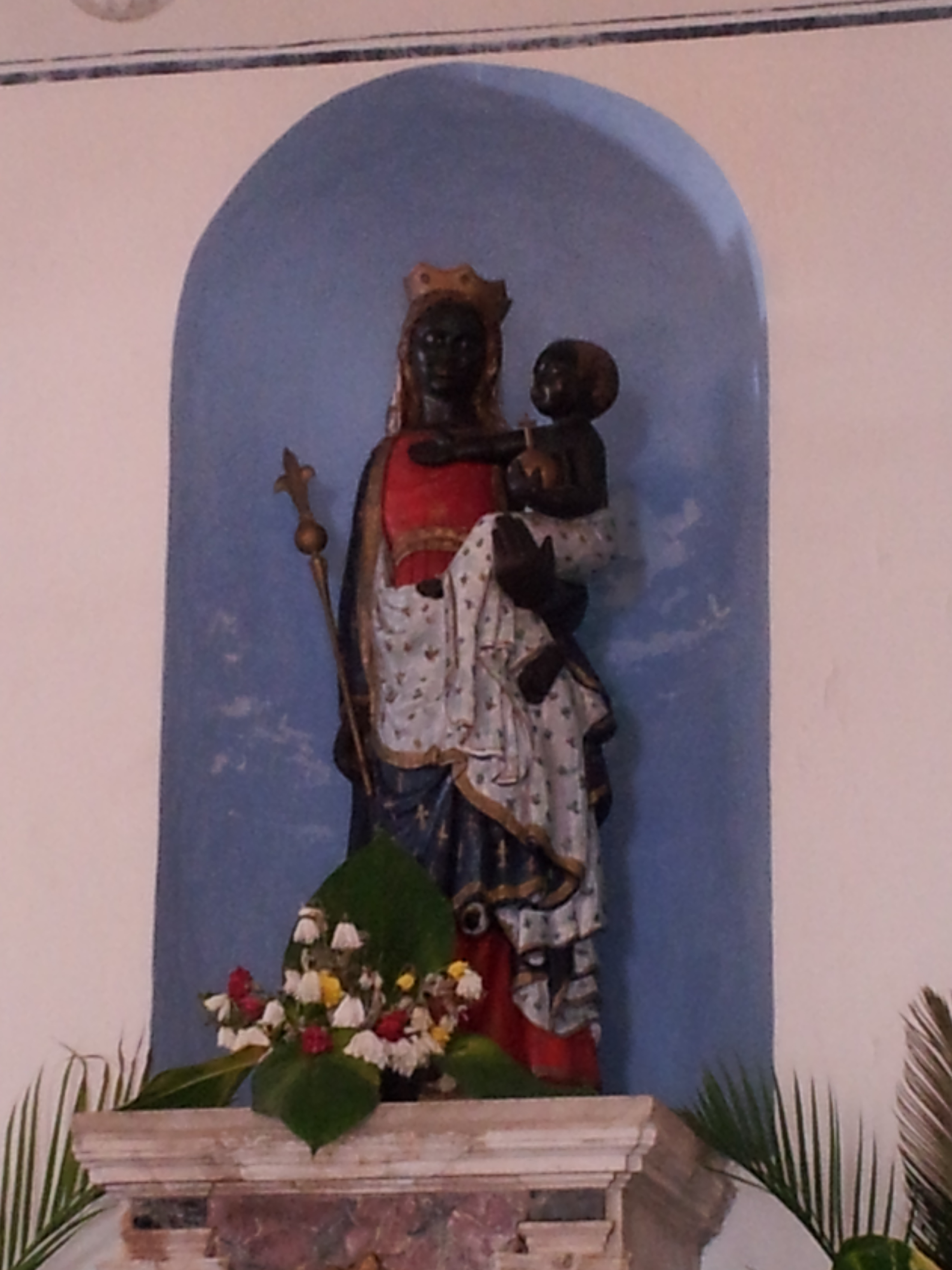
Statue de la Vierge noire Notre-Dame de la Bonne-Délivrance